# Карлос Маеча
Карлос Артуро маеча Пинто (шп. Carlos Arturo Mahecha Pinto; 10. октобар 1992) колумбијски је пливач чија специјалност су трке прсним стилом. 
Представљао је Колумбију на Панамеричким играма у Торонту 2015. и Лими 2019, те на Играма Кариба и Централне Америке у Баранкиљи 2018. (освојио бронзану медаљу на 50 прсно).
Пливао је и на светском првенству у малим базенима у кинеском Хангџоуу 2018, те на светском првенству у великим базенима у корејском Квангџуу 2019. (40. место у квалификацијама на 200 прсно). 